# Clematis afoliata
Clematis afoliata là một loài thực vật có hoa trong họ Mao lương. Loài này được Buchanan mô tả khoa học đầu tiên năm 1871.